# Ужукампис
Ужукампис (лит. Užukampis, пол. Ustronie) — деревня в Лентварском старостве, в Тракайском районе Вильнюсского уезда Литвы. Располагается в 2 км на юге от Лентвариса.

## Физико-географическая характеристика
Деревня Ужукампис располагается в 2 км на юге от Лентвариса. Главная улица — Ужукампио (Užukampio gatvė).

## История
Ужукампис под названием Ustronie упоминаются на Польских картах 1925 года, 1933 года, а также на Советских картах 1940 года под названием Ф. Устроне. В 1996 году бо́льшая часть деревни была включена в состав Вильнюса.

## Население
| 1905                           | 1931 | 1989 | 2001 | 2011 | 2021 |
| ------------------------------ | ---- | ---- | ---- | ---- | ---- |
| 5                              | 10   | 4    | 0    | 7    | 70   |
| Гистограмма динамики населения |      |      |      |      |      |